# Platin(VI) fluoride
Platin(VI) fluoride là một hợp chất vô cơ có công thức hóa học PtF6, và là một trong 17 hexafluoride nhị phân được biết đến. Nó là một chất rắn dễ bay hơi màu đỏ đậm tạo thành khí màu đỏ. Hợp chất này là một ví dụ của platin ở trạng thái oxy hóa +6. Chỉ với bốn electron, nó có tính thuận từ với trạng thái ba điểm. PtF6 là một tác nhân flo hóa mạnh và là một trong những chất oxy hóa mạnh nhất, có khả năng oxy hóa xenon và O2. PtF6 là bát diện ở cả trạng thái rắn và trạng thái khí. Độ dài liên kết Pt–F là 185 picomét.

## Tổng hợp
PtF6 lần đầu tiên được điều chế bằng phản ứng của flo với kim loại bạch kim. Đến nay đó vẫn là phương pháp được lựa chọn.
Pt + 3F2 → PtF6
PtF6 cũng có thể được điều chế bằng cách phân hủy PtF5, với tetrafluoride (PtF4) là sản phẩm phụ. PtF5 cũng có thể thu được bằng cách flo hóa PtCl2:
2PtCl2 + 5F2 → 2PtF5 + 2Cl2
2PtF5 → PtF6 + PtF4

## Hexafloroplatinat
Platin(VI) fluoride có thể thu được một electron để tạo thành anion hexafloroplatinat(V), PtF−
6. Nó được hình thành bằng cách phản ứng với platin(VI) fluoride với các nguyên tố và hợp chất tương đối khó kiểm soát, ví dụ với xenon để tạo thành "XePtF6" (thực ra là hỗn hợp XeFPtF5, XeFPt2F11 và Xe2F3PtF6), được gọi chung là xenon hexafloroplatinat(V). Việc phát hiện ra phản ứng này vào năm 1962 đã chứng minh rằng các khí hiếm tạo thành các hợp chất hóa học. Trước khi thử nghiệm với xenon, PtF6 đã được chứng minh là phản ứng với oxy tạo thành [O2]+[PtF6]-, đioxyl hexafloroplatinat(V).